# Musée Alice et David van Buuren
Pour les articles homonymes, voir Buuren (homonymie).
Le musée Alice et David van Buuren situé à Uccle, une commune de Bruxelles en  Belgique, est installé dans la maison du couple de mécènes David Van Buuren, banquier néerlandais, et de son épouse Alice Piette. 
Construite en 1928 dans le style de l’École d’Amsterdam, sa décoration intérieure constitue un ensemble Art déco unique aménagé par des ensembliers belges, français et hollandais et est entourée d’un magnifique jardin qui comporte notamment une roseraie, un labyrinthe et un romantique Jardin secret du cœur propices à la promenade.
Fondation d’utilité publique constituée par Alice Van Buuren en 1970, ce musée-fondation rassemble une collection d'œuvres d'art qui s’étend du XVe au XXe siècle et comporte peintures, sculptures, vitraux, objets de décoration et mobilier rare.

## Alice et David van Buuren
David Michel van Buuren (Gouda, 24 mai 1886 – Bruxelles, 2 septembre 1955) était d'origine juive néerlandaise. Fils de l'éditeur et libraire Salomon van Buuren (1844-1907) et d’Hanna van Dantzig (1850-1912), il s'installe en Belgique en 1909. À Anvers, il rencontre l'employée de banque Alice Piette (1890-1973) et l'épouse en 1922. Le couple n'a pas eu d'enfants.

## La maison
Construite en 1928 par les architectes Léon Emmanuel Govaerts et Alexis Van Vaerenbergh, la maison du banquier mécène David van Buuren présente une architecture extérieure typique de l’École d’Amsterdam, alors que la décoration intérieure constitue un ensemble Art déco unique aménagé par des ensembliers belges, français et hollandais. Le couple van Buuren avait fait de sa villa un « conservatoire vivant », où mobilier rare, tapis, vitraux, sculptures et tableaux de maîtres internationaux sont restés à leur place, dans l’intimité d’une « maison de mémoire » privée, devenue musée en 1975 par volonté testamentaire d’Alice van Buuren, et qui se compose d'une suite de pièces qu’il est possible de visiter : le vestibule, le vestiaire, le hall et l’escalier, le cosy corner, le salon de musique, le salon noir, la salle à manger, le bureau et l’atelier. 
« Cette demeure combine la chaleur d'un foyer — celui du banquier et mécène David van Buuren et de son épouse — à la richesse d'un musée. »

## Les collections

### Peinture
La collection de peintures couvre cinq siècles : maîtres flamands et italiens du XVe  au  XIXe siècle, huiles des deux fils de Pieter Brueghel l'Ancien, œuvres d'Henri Fantin-Latour et
de toutes les époques de l'histoire de l'art d'Europe occidentale. Les temps modernes sont représentés par Foujita, Kees van Dongen, Paul Signac, Max Ernst, Georges Braque, James Ensor, et pour l’école belge, Rik Wouters, Gustaaf De Smet et Constant Permeke,,. 
David van Buuren était en outre le mécène de Gustave van de Woestijne, précurseur du surréalisme, et sa collection comprend trente-deux œuvres de ce peintre.

### Sculpture
Alice van Buuren aimait exposer de jeunes sculpteurs, prolongeant ainsi l’activité de mécène de son mari. On compte parmi leur collection des oeuvres de George Minne, André Willequet, Dolf Ledel, ou encore des frères Martel.

### Mobilier et objets
David et Alice van Buuren ont commencé à acheter de nombreuses œuvres avant même que la construction de la maison ne soit terminée. Pensé avec soin par des artistes et des ensembliers réputés, le musée est un ensemble Art déco « qui se visite comme si vous étiez conviés dans l'intimité d'une maison regorgeant de trésors du quotidien des années 20. »

### Vol
En juillet 2013, le musée est victime du vol de deux dessins et dix tableaux, parmi lesquels une œuvre de Kees Van Dongen. Les voleurs tentent de demander une rançon mais les tractations n'aboutissent pas et les tableaux sont toujours manquants dix ans plus tard. 

## Le jardin
Un magnifique jardin de l’architecture paysagiste des années 1920 entoure la demeure. Vaste lieu de promenade conçu par Jules Buyssens et René Pechère, il comporte six espaces visitables en toutes saisons : la Grande roseraie, la Petite roseraie, le Jardin pittoresque, le Labyrinthe « Le Cantique des Cantiques », le verger et le romantique Jardin secret du cœur,,.

## Concours

### Prix David et Alice van Buuren de sculpture monumentale
Robin Vokaer a reçu le second prix David et Alice van Buuren de sculpture monumentale en 1994 avec l'œuvre intitulée Bois et acier.

## Expositions
- De Maillol à Cragg  (16 mai – 16 octobre 2006)
- Les fontaines de Pol Bury  (20 mai – 18 octobre 2009)

## Modalités pratiques
Fondation d’utilité publique constituée par Alice van Buuren en 1970, le musée est ouvert tous les jours, sauf le mardi, de 14 h à 17 h 30 et propose également des activités artistiques tout au long de l’année : expositions, conférences, concerts, animations pour enfants, visites guidées, rencontres d’artistes, …

### Accès
Trams 3 et 7 (arrêt Churchill) et bus 38 et 60 (arrêt Cavell). 

## Galerie

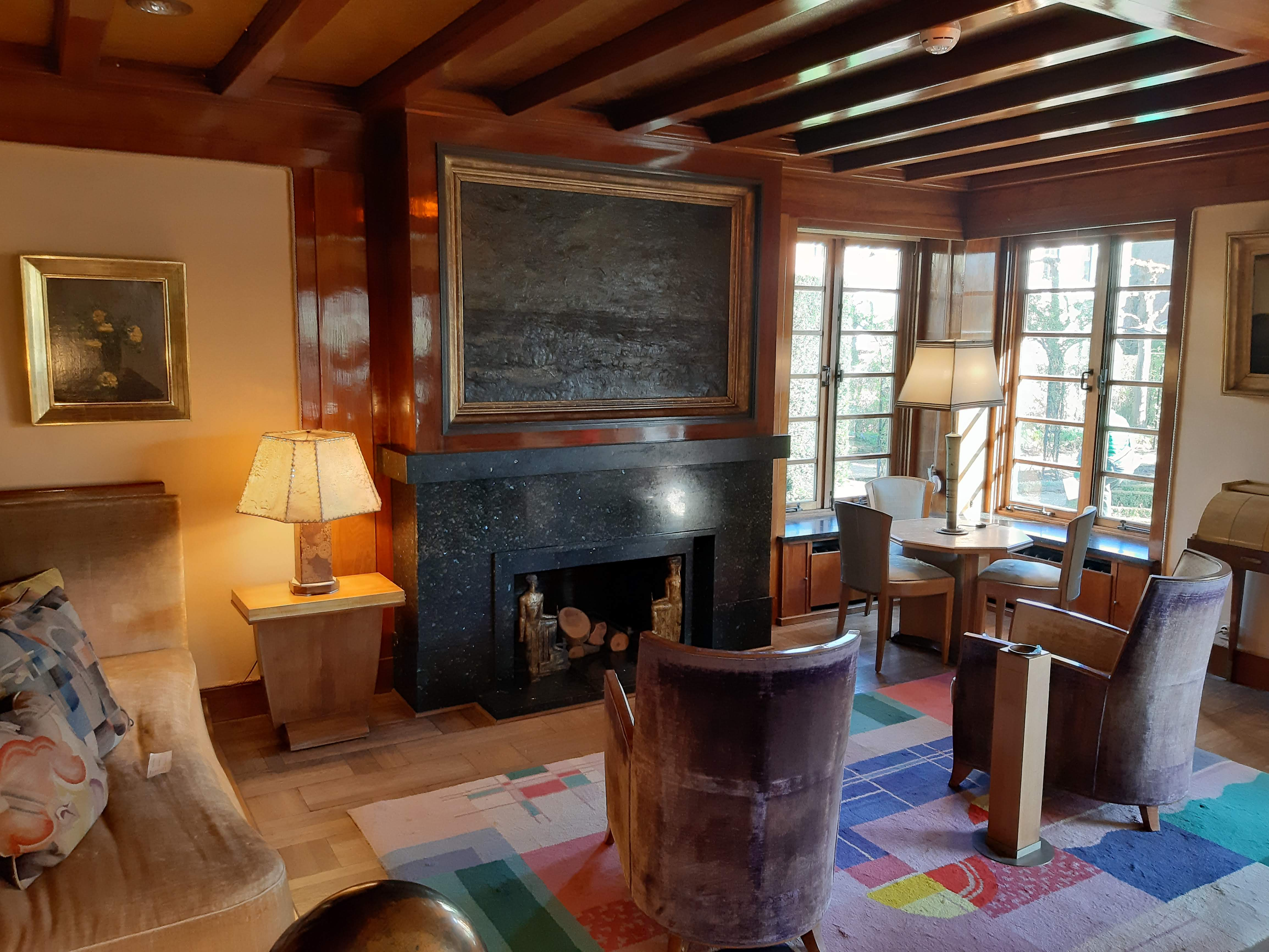
« Le musée se visite comme si vous étiez conviés dans l'intimité d'une maison regorgeant de trésors du quotidien des années 20[6]. »
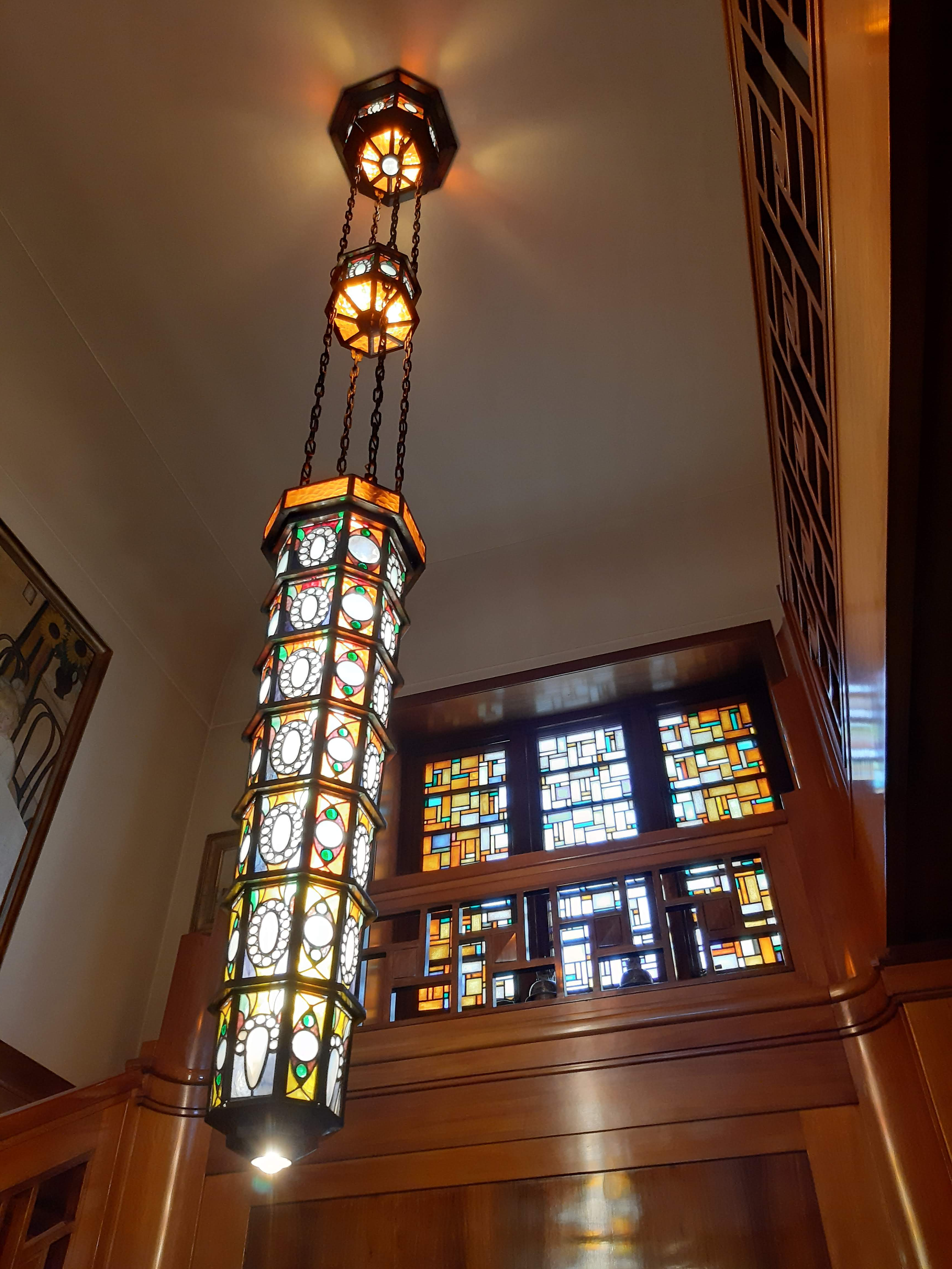
Lustre de Jan Eisenloeffel (nl) et vitraux de Jaap Gidding (nl).
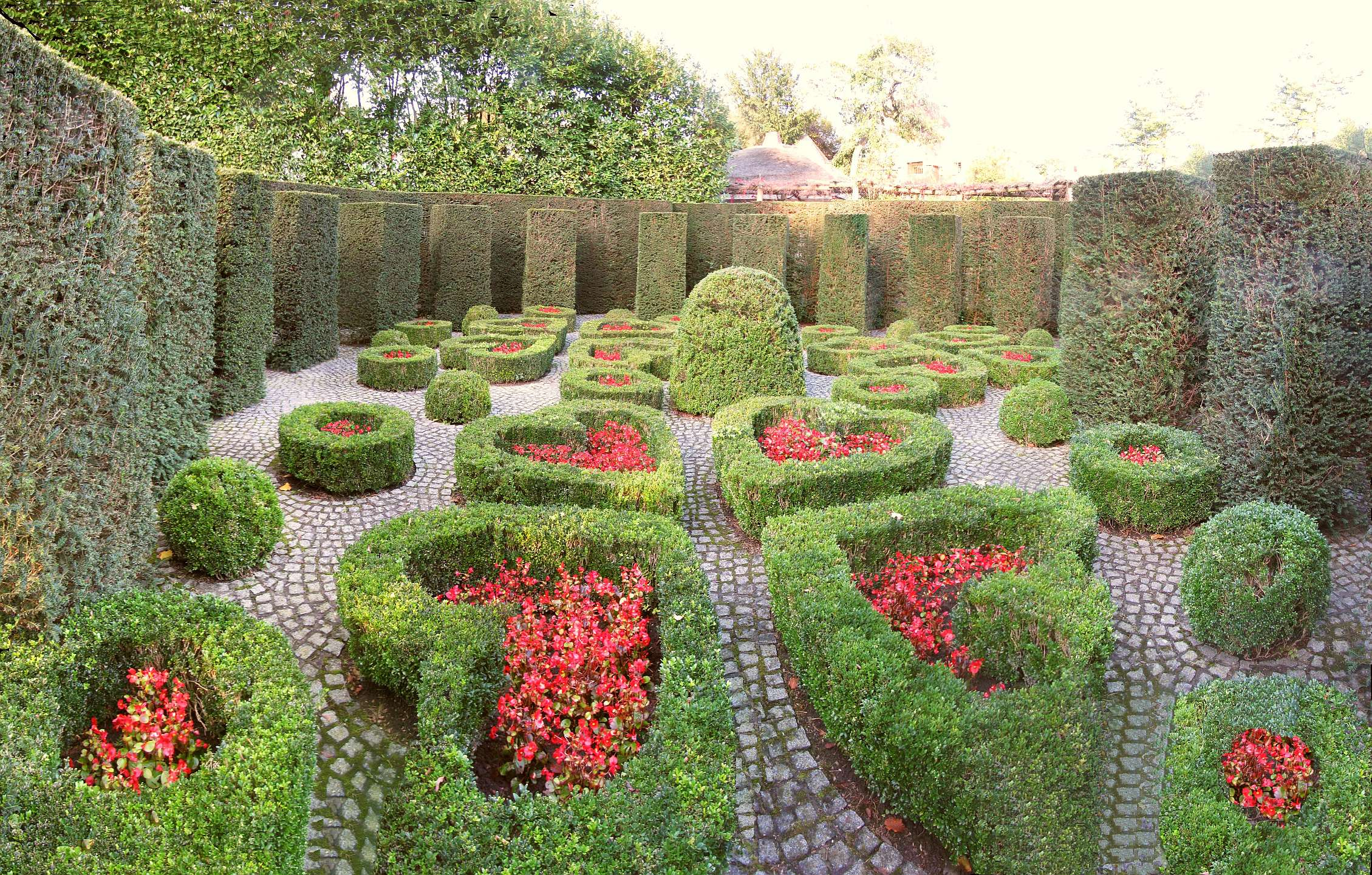
Le « Jardin secret du cœur ».
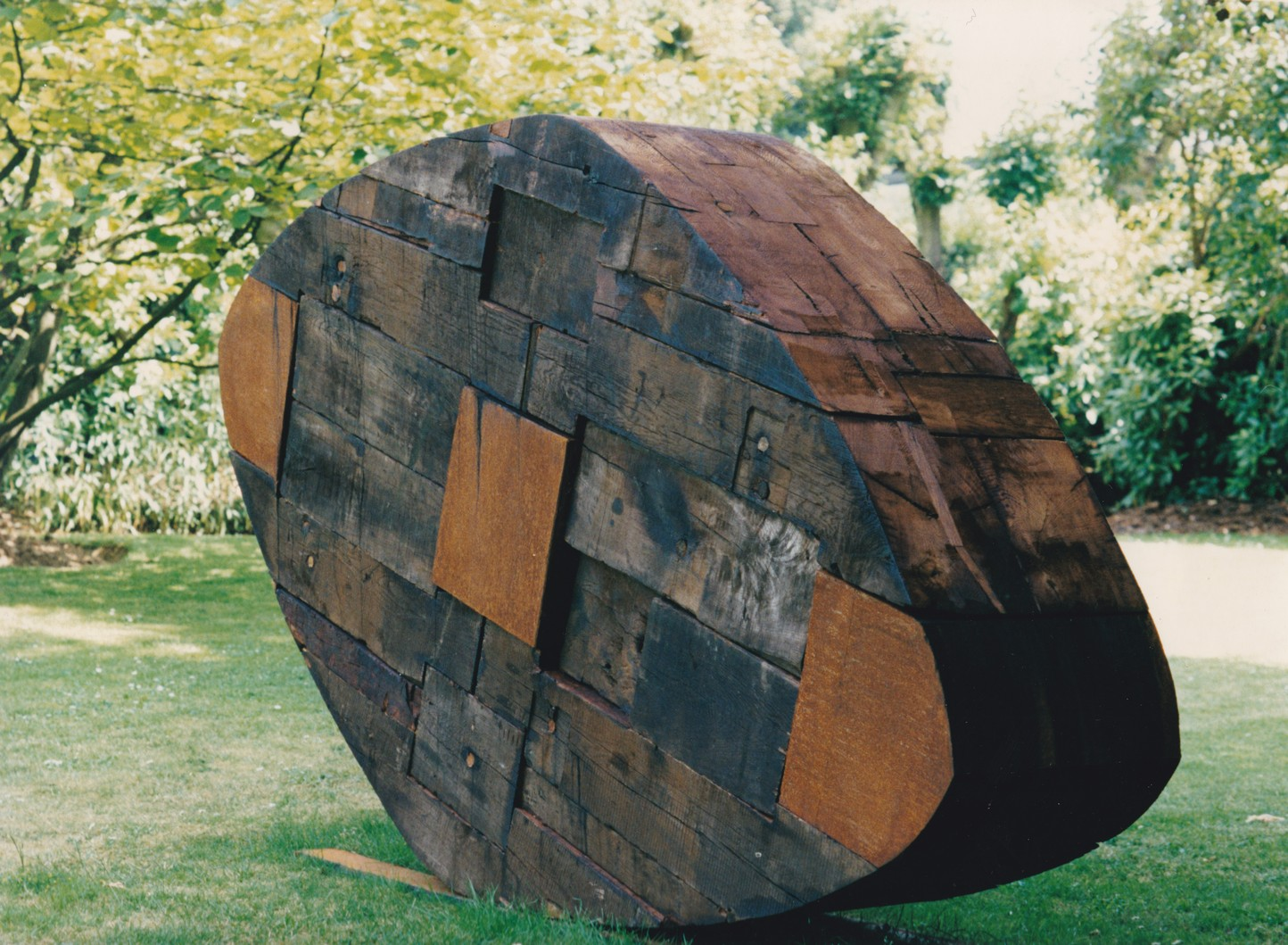
Robin Vokaer, Bois et acier, 1994, prix de sculpture en plein air du Sart Tilman 1994 et second prix David et Alice Van Buuren de sculpture monumentale 1994.